# Agapetus sexipalpus
Agapetus sexipalpus is een schietmot uit de familie Glossosomatidae. De soort komt voor in het Afrotropisch gebied.